# Баскачево (Тутаевский район)
В Ярославской области есть еще одна деревня Баскачево, в Угличском районе.
Баскачево — деревня Фоминского сельского округа Константиновского сельского поселения Тутаевского района Ярославской области .
Деревня находится в центре сельского поселения, к югу от Тутаева и к западу от посёлка Константиновский. Она расположена в 1 км к востоку от дороги следующей от Тутаева на юг к посёлку Чёбаково. Баскачево стоит на окруженном лесами поле, на этом же поле на расстоянии около 1 км к юго-востоку стоит деревня Новое .
Деревня Баскачева указана на плане Генерального межевания Борисоглебского уезда 1792 года. В 1825 Борисоглебский уезд был объединён с Романовским уездом. По сведениям 1859 года деревня относилась к Романово-Борисоглебскому уезду .
На 1 января 2007 года в деревне Баскачево числилось 5 постоянных жителей . По карте 1975 г. в деревне жило 28 человек. Почтовое отделение, находящееся в городе Тутаев, обслуживает в деревне 14 домов и 15 владений на улице Центральная и 11 владений на улице Солнечная .